# Força Aérea Italiana
A Força Aérea Italiana (em italiano: Aeronautica Militare), é a força aérea da República da Itália. A Força Aérea foi fundada como um ramo independente das forças armadas em 28 de março de 1923 pelo rei Victor Emmanuel III da Itália como a Força Aérea Real Italiana. Depois da Segunda Guerra Mundial, quando a Itália virou uma república por referendo, a Regia Aeronautica recebeu o nome atual. Ela teve um papel promissor na moderna história militar da Itália e seu time de exibição acrobático é a Frecce Tricolori.

## História

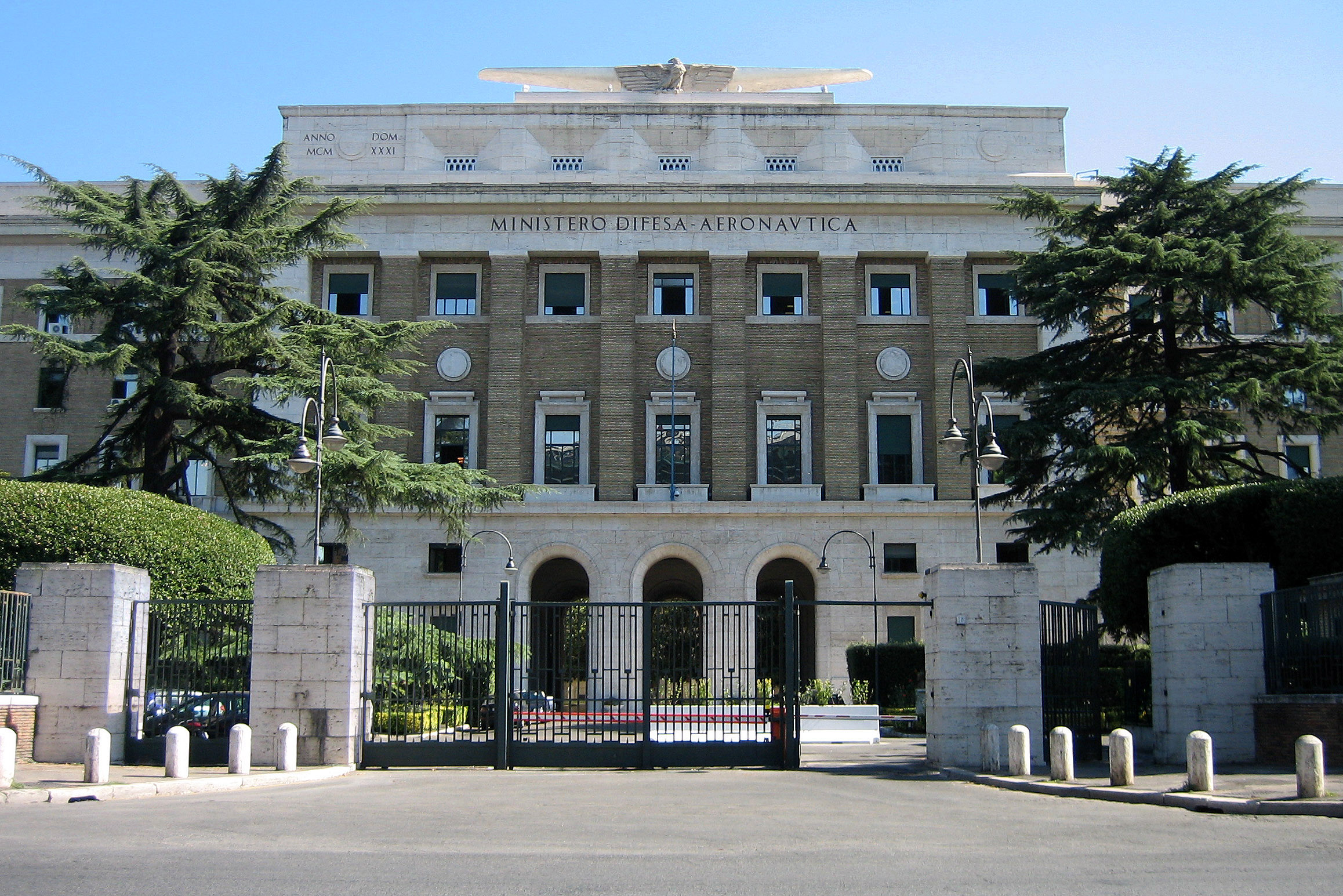
Palazzo dell'Aeronautica, Quartel General da Força Aérea Italiana.

### Primeiros momentos e Primeira Guerra Mundial
A Itália é uma das nações que possuem uma das mais antigas tradições no campo da aviação. Em 1884, o Exército Real Italiano foi autorizado a equipar-se com seu próprio componente aéreo, o Serviço Aeronáutico, operou balões com base em Roma.
Em 1911. missões de reconhecimento e bombardeio durante a Guerra ítalo-turca pelo Serviço Aeronáutico representou a primeira vez em que veículos mais pesados que o ar foram usados em algum conflito armado.

### Regia Aeronautica e Segunda Guerra Mundial
Em 28 de março de 1923, a Força Aérea Italiana foi fundada como um serviço independente pelo rei Vítor Emmanuel III do Reino da Itália. Essa força armada era conhecida como Força Aérea Real Italiana. Durante os anos 1930s, a inexperiente Força Aérea Real esteve envolvida nas suas primeiras operações, primeiro na Etiópia em 1935 e depois na Guerra Civil Espanhola entre 1936 e 1939. Depois de um período de neutralidade, a Itália entrou na Segunda Guerra Mundial em 10 de junho de 1940 ao lado da Alemanha. A Força Aérea Real conseguiu implementar mais de 3 000 aeronaves, entretanto menos de 60% delas estavam operacionais. Ela lutou das estepes congeladas da União Soviética à areia do deserto do Norte Africano, perdendo homens e máquinas.
Depois do armistício de de 8 de setembro de 1943, a Itália foi dividida em dois lados e o mesmo destino caiu sobre a Regia Aeronautica. A força aérea foi dividida na Força Aérea Italiana Co-Beligerante no sul alinhada com os aliados e a Aeronautica Nazionale Repubblicana no norte pró-eixo até o fim da guerra. Ao fim das hostilidades, em 8 de maio de 1945, foram abertos os portões para o renascimento da aviação militar da Itália.

### Aeronáutica Militar e Guerra Fria

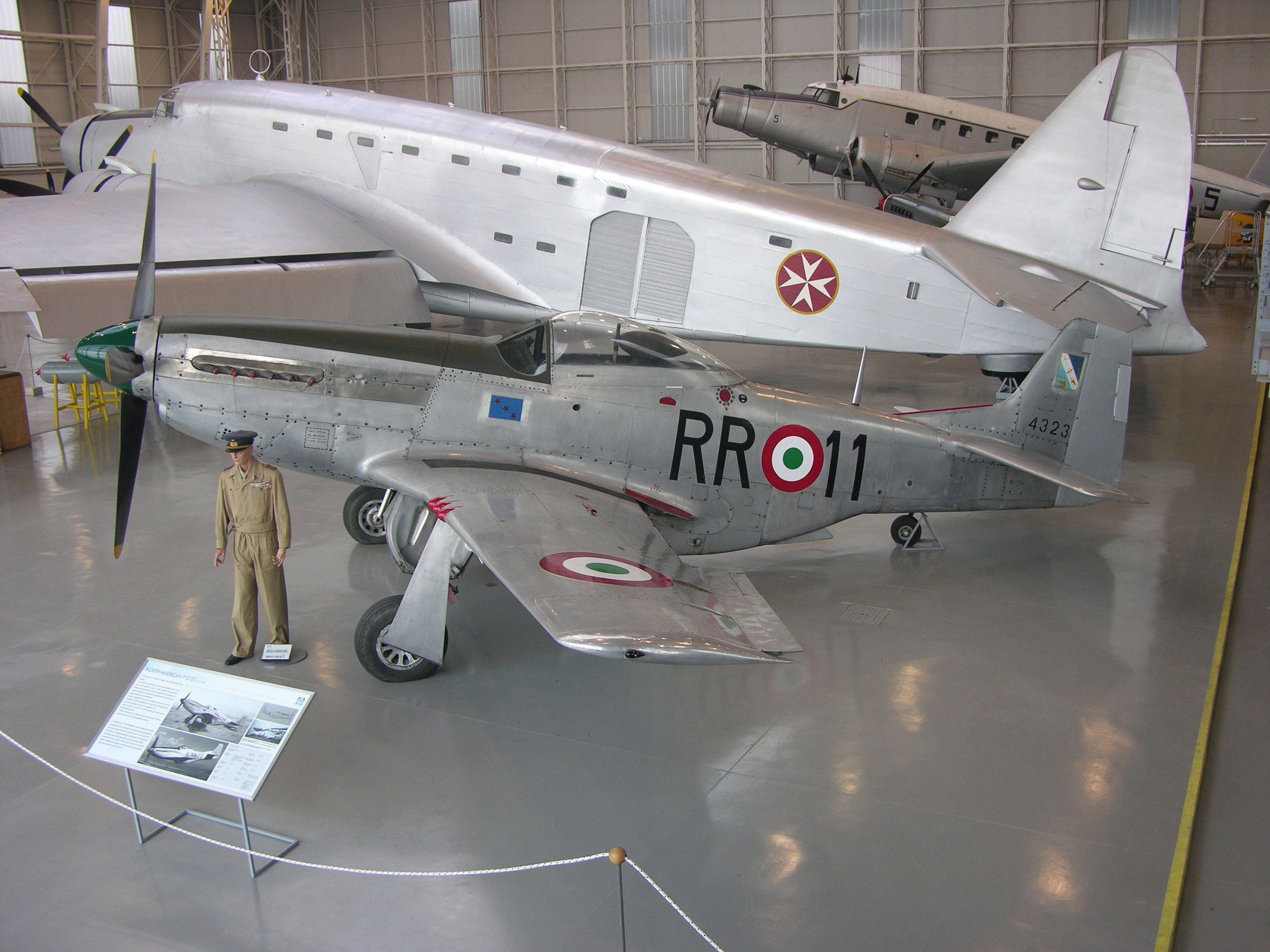
North American P-51D Mustang italiano exibido no Museu de Vigna di Valle.

Um voto popular pelo povo italiano resultou no fim do Reino da Itália e o estabelecimento da República Italiana em 18 de junho de 1946. Assim sendo, a Regia Aeronautica perdeu a sua designação de "Real"  e se tornou a Aeronautica Militare, um nome que continuou a ser usado desde então.
O Tratado de Paz de Paris de 1947 colocou severas restrições em todas as forças armadas italianas, mas então o o estabelecimento da OTAN em 1949, com a Itália como membro fundador, trouxe a necessidade da modernização de todas as Forças Armadas Italianas, incluindo a Força Aérea Italiana. Ajuda militar dos Estados Unidos foi enviada pelo Mutual Defense Assistance Program (Programa de Mútua Assistência de Defesa), trazendo a introdução de aeronaves de fabricação dos Estados Unidos como o P-47 Thunderbolt e o P-51 Mustang, ambos sendo aeronaves de caça com propulsão à hélice. Em 1952, a Força Aérea italiana recebeu caças a jato pela primeira vez, F-84G Thunderjets e F-86D Sabre, também de fabricação norte americana. A indústria de aviação italiana renascente também começou a desenvolver e produzir alguns projetos engenhosos próprios, como o Fiat G91 e o Aermacchi MB-326, o Piaggio Aero P.166 e a linha de helicópteros da Agusta-Bell.
O primeiro caça supersônico a servir a Força Aérea Italiana foram os F-104 Starfighters que eram produzidos por um grupo de várias empresas europeias do ramo aeronáutico que incluiam Messerschmitt-Bölkow-Blohm, Dornier, Fiat, Fokker, and SABCA. Durante os anos 1970s, a Força Aérea Italiana adquiriu aviões militares de transporte táticos como Aeritalia G222 feitos na Itália e os modernos C-130 Hercules, capazes de carregar cargas ou para-quedistas. Também recebeu novos aviões F-104S Starfighters pela Lockheed-Aeritalia para os propósitos de ataques ao solo e defesa aérea;

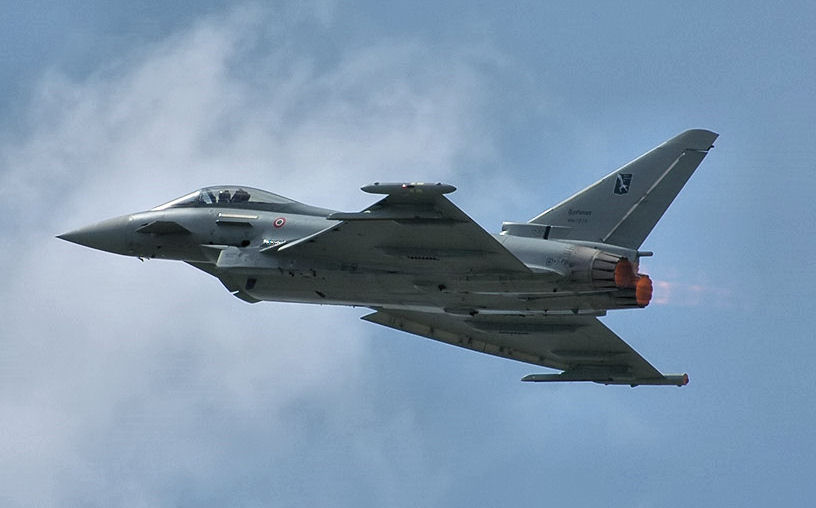
Eurofighter Typhoon italiano.

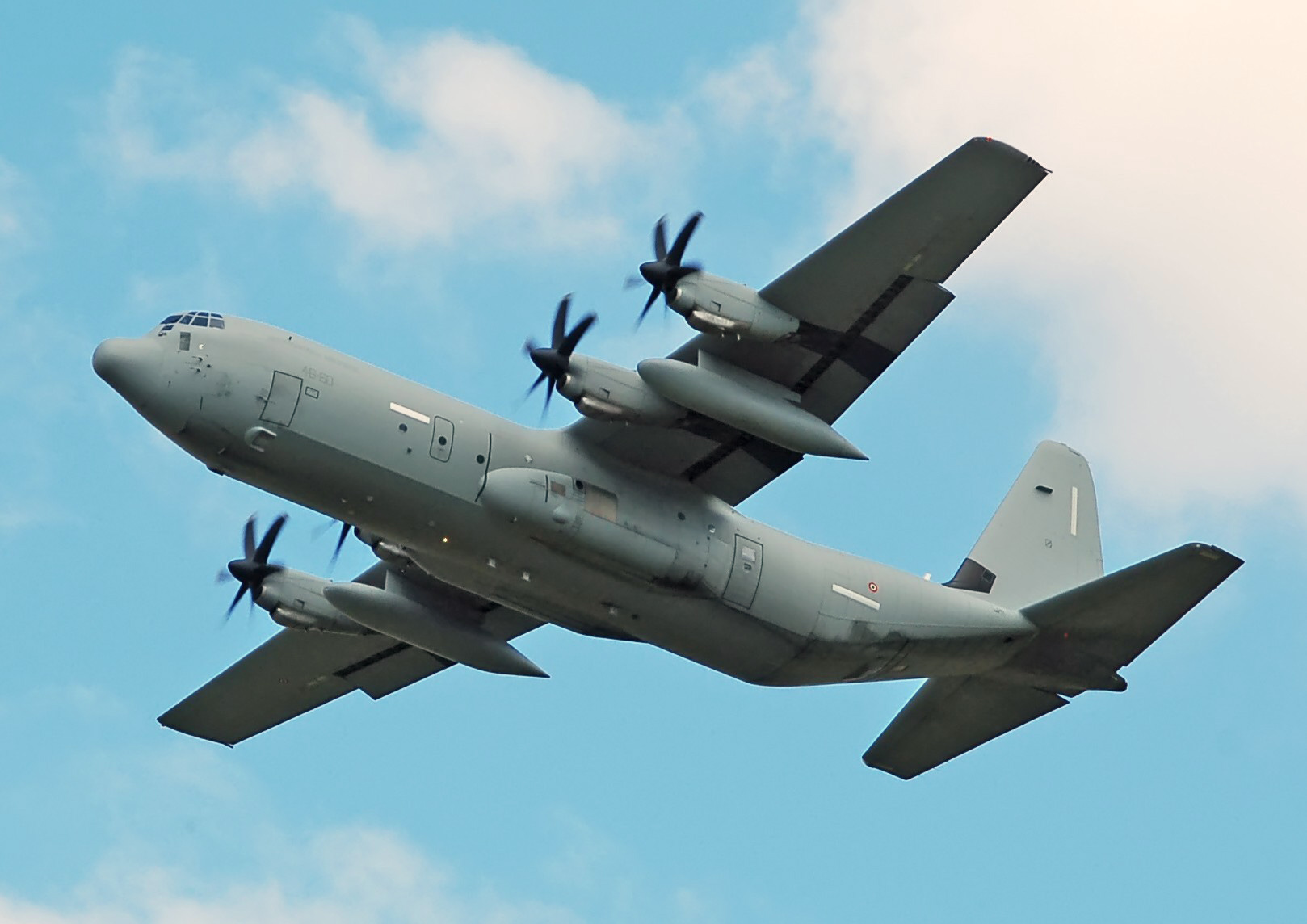
Hercules C-130J-30 da Força Aérea Italiana parte da Royal International Air Tattoo 2014, Inglaterra.

Um empurrão para expandir a indústria aeronáutica italiana foi o projeto trilateral que levou ao desenvolvimento do Panavia Tornado, avião destinado as funções de caça-bombardeiro e defesa aérea, projetado ao lado da Alemanha Ocidental e o Reino Unido. Ele foi um projeto de grande desenvolvimento e produção. Aviões Tornado ainda estão em serviço com os três países originais do projeto e alguns outros mais. Além disso, companhias italianas trabalharam junto com a Embraer do Brasil no desenvolvimento e produção do AMX International AMX, uma aeronave de ataque de menores dimensões.

### Fim da Guerra Fria a 2013
Em 1990, depois da invasão do Iraque ao Kuwait, a Itália juntou-se as forças da coalizão e pela primeira vez em 45 anos pilotos e aeronaves italianas foram designados para operações de combate. Com a necessidade de substituir os obsoletos F-104 Starfighters, a Itália juntou-se novamente com o Reino Unido e Alemanha para o desenvolvimento do Eurofighter Typhoon. Com o Eurofighter Typhoon ainda a alguns anos da introdução em serviço, em 1994, 24 versões de defesa aérea do Panavia Tornado foram alugados do Reino Unido por um período de 10 anos. Os Tornados ADV serviram como caça interceptadores para suplementar e então substituir os antigos F-104 Starfighters. O último F-104 italiano foi retirado de serviço em 2004.
Conflitos armados na Somália e Moçambique e na Península Balcânica próxima levaram a Força Aérea Italiana a ser tornar uma das participantes de forças aéreas multinacionais, como a força da OTAN sobre a antiga Iugoslávia. Essa última, estando a apenas a alguns minutos voando ao leste da Península Italiana, e os comandantes em chefe da Força Aérea Italiana logo viram a necessidade de melhorarem as defesas aéreas italianas.
Os Eurofighter Typhoons estavam originalmente programados para entrarem em serviço no início do ano 2000, mas isso não aconteceu a tempo. Então a Força Aérea Italiana precisou procurar por um substituto para a versão de defesa aérea do Panavia Tornado que o governo italiano havia alugado do Reino Unido. A concessão estava expirando em 2004 e o governo não queria pagar o grande custo da extensão da concessão. Assim sendo, o governo italiano alugou 34 caças polivalentes F-16 Fighting Falcon em concessões multi anuais dos EUA. O último desses caças foi retornado aos Estados Unidos em maio de 2012, seguindo a aquisição de um número suficiente de Eurofighter Typhoons pela força aérea por um período de vários anos. Esses typhoons servirão primeiramente como caças de defesa aérea depois de finalmente terem substituído todos os F-104s, F-16s e Panavia Tornado ADVs.
A capacidade de transporte aéreo da Força Aérea Italiana foi melhorada com a aquisição de 22 aviões de transporte táticos C-130J americanos e 12 Alenia C-27J Spartans, que substituíram todos os G222s. Em 2003 a Força Aérea Italiana estendeu as capacidades de guerra terrestre em pequena escala pela unidades de forças especiais. Isso foi feito formando a 17º Stormo Incursori ("17 Ala de operações especiais"), também conhecida como RIAM, Reparto Incursori Aeronautica Militare (Grupo Assaltante da Força Aérea). Essa unidade é focada primariamente em missões como assaltos em componentes aéreos baseados em solo, em controle aéreo da linha de frente e operações de busca e resgate de combate.

## Aeronaves

### Aeronaves em serviço
A Força Aérea Italiana opera um grande número de aeronaves de diversos tipos, dos quais 209 são aviões de combate. As aeronaves de fabricação local, sob licença ou em parceria com outras nações (como o Eurofighter Typhoon) representam a maior parte da frota da Aeronautica Militare.

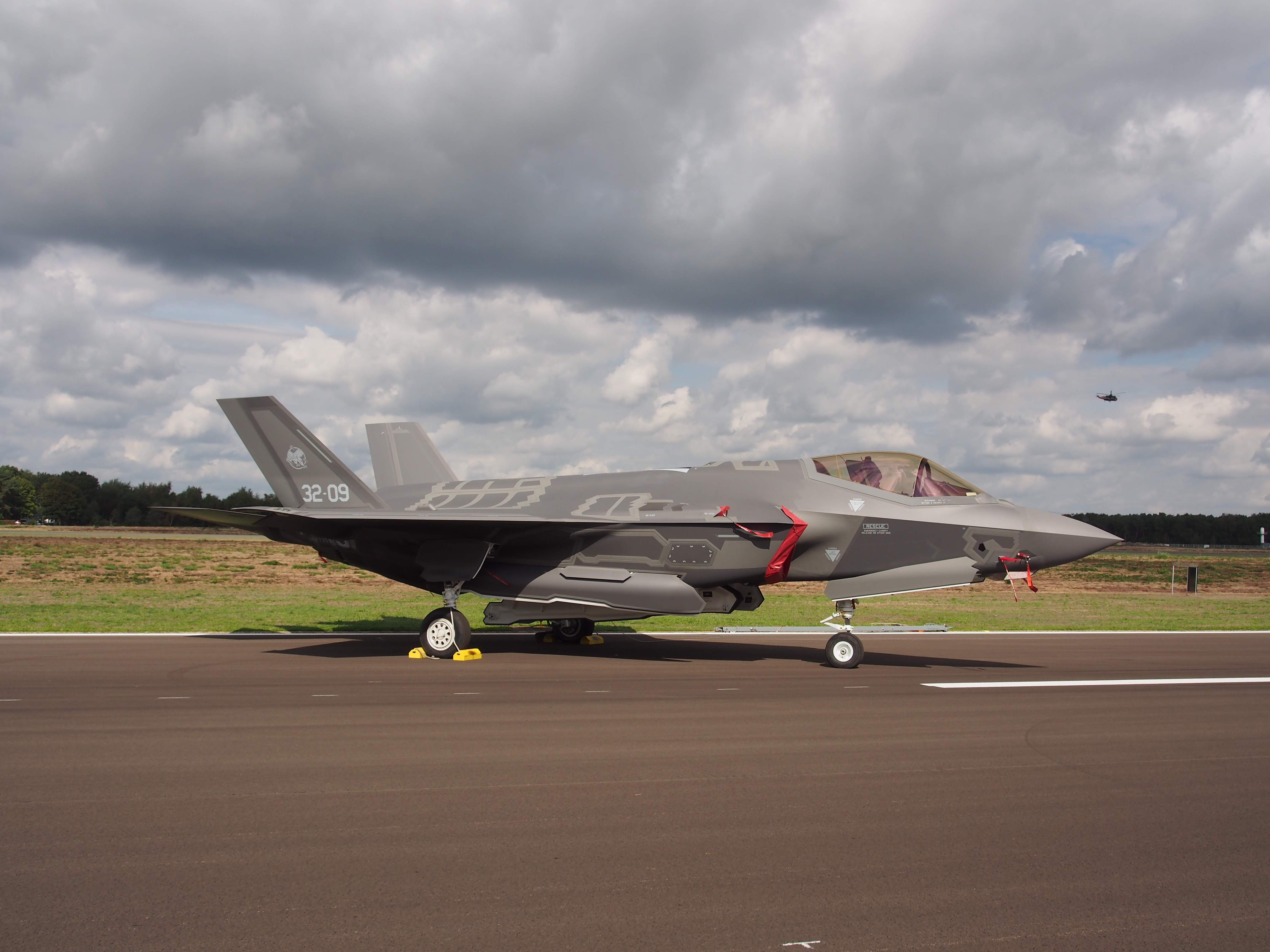
O F-35, de fabricação americana, a aeronave mais avançada a serviço da força aérea italiana.
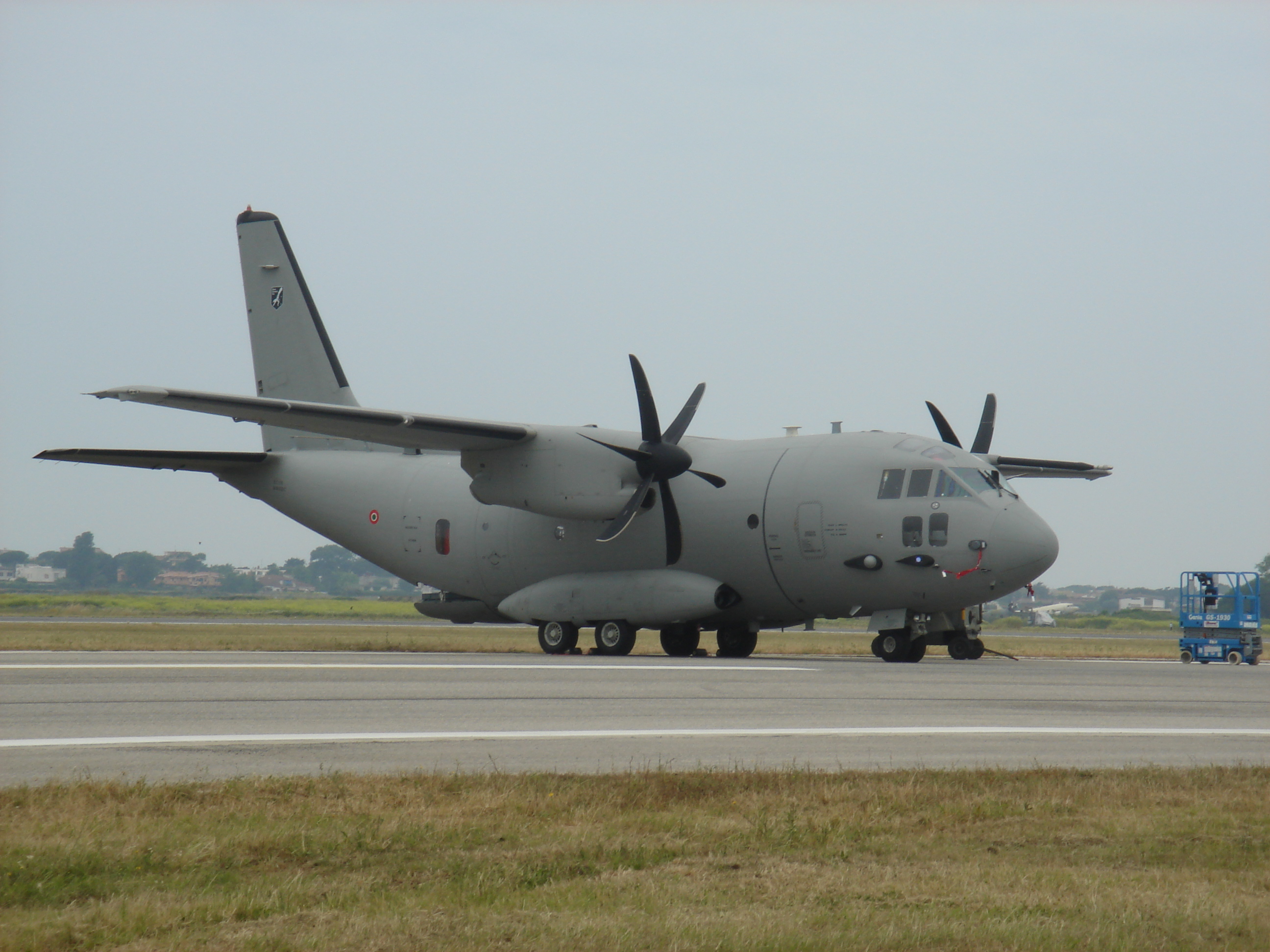
C-27J.
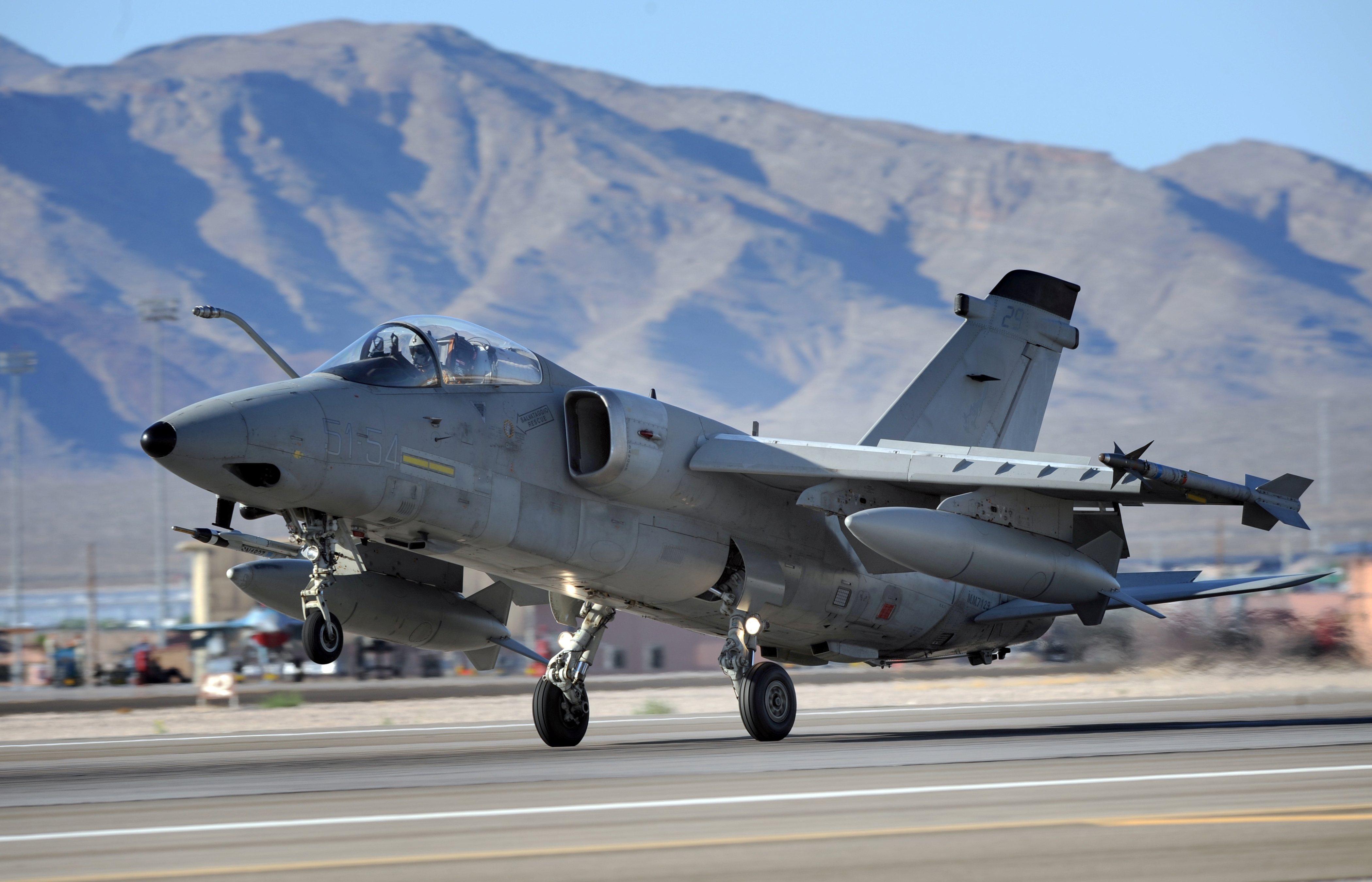
AMX.
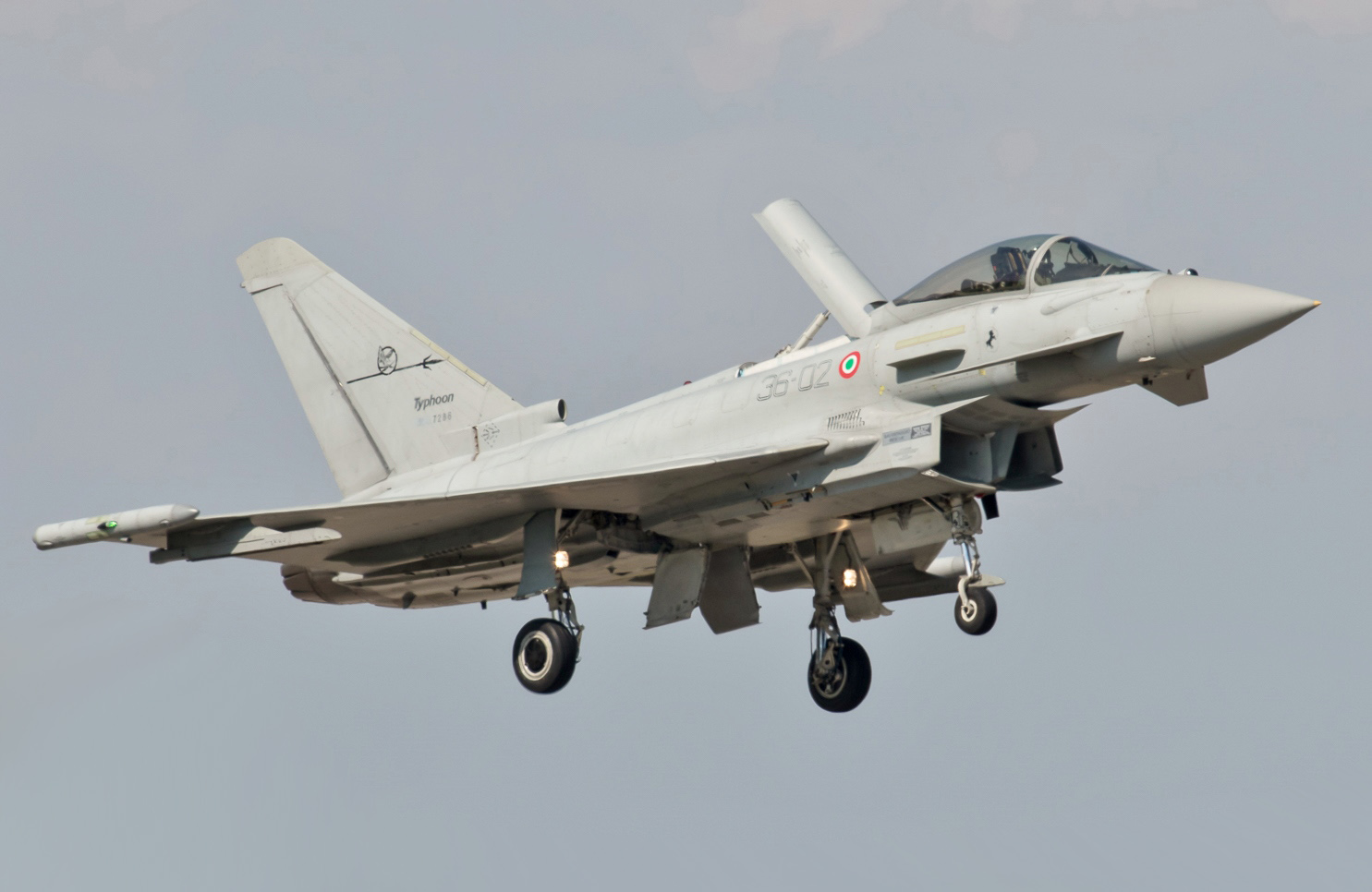
Eurofighter Typhoon.
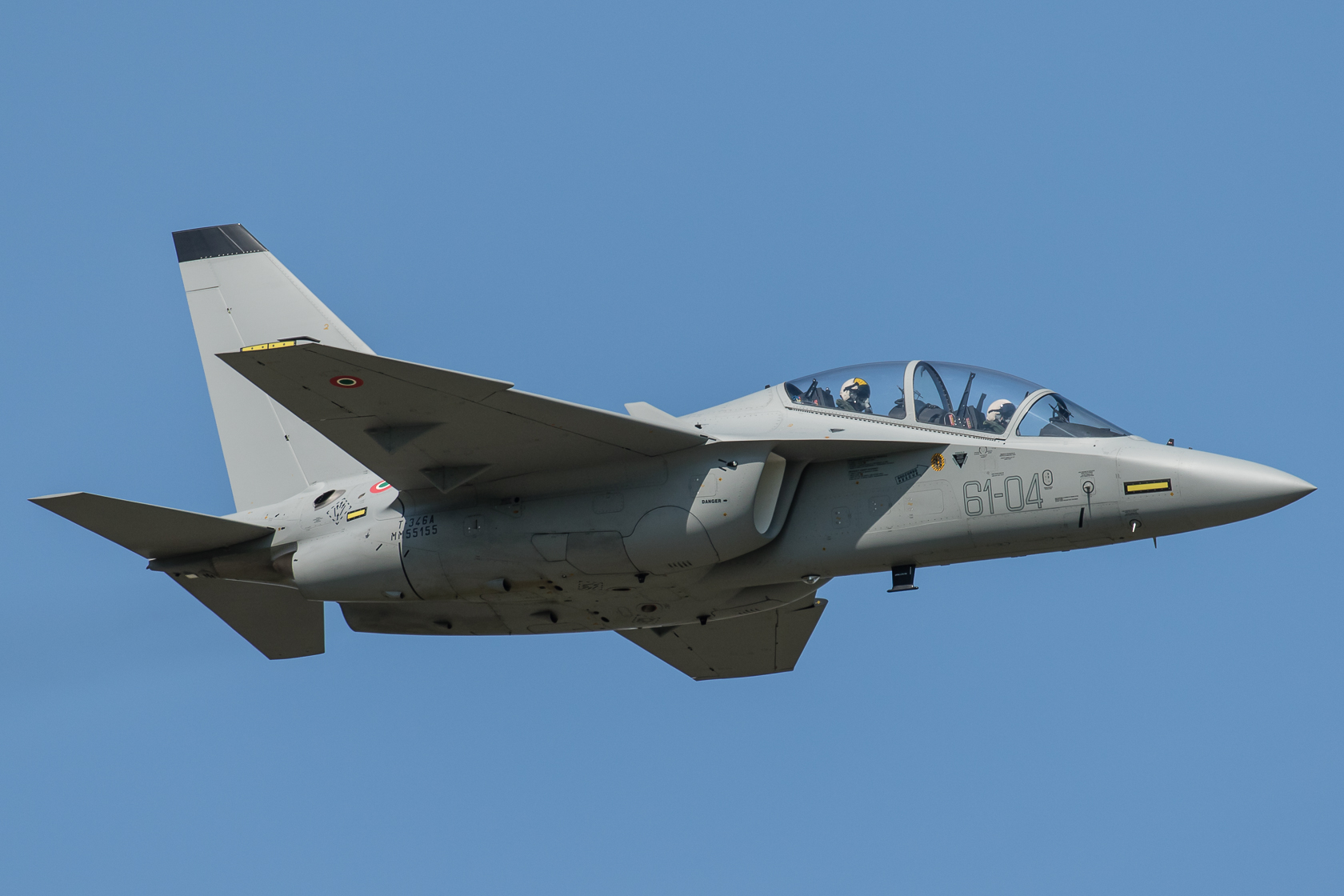
Aermacchi M-346.

### Aeronaves aposentadas
- Breguet Br-1150 Atlantic - Os últimos exemplares foram retirados de serviço em 21 de setembro de 2017.[4]
- Lockheed Martin AML Dragon Star
- Siai-Marchetti SF-260AM
- Aermacchi MB-326
- General Dynamics F-16ADF Fighting Falcon
- General Dynamics F-16B Fighting Falcon
- Panavia Tornado ADV
- Lockheed F-104G Starfighter
- Aeritalia F-104S Starfighter
- Lockheed TF-104G Starfighter
- Lockheed C-130H Hercules
- Boeing B707T/T
- Alenia G.222 Panda
- Agusta HH-3F Pelican
- Agusta SH-3D/TS Sea King
- Piaggio-Douglas PD-808
- Piaggio P.166
- Aeritalia G-91Y
- Fiat G.91R
- Fiat G.91T
- Fairchild C-119 Flying Boxcar
- Agusta Bell AB.47 G2
- Agusta Bell AB.47J
- Agusta-Bell AB.204-B
- Canadair Sabre MK 4 (F-86E)
- North American F-86K Sabre
- Republic F-84 Thunderjet
- Republic F-84F Thunderstreak
- Republic RF-84F Thunderflash
- Lockheed T-33A Shooting Star
- Lockheed RT-33 Shooting Star
- de Havilland DH.100 Vampire
- North American T-6 Texan
- Douglas C-47 Dakota/Skytrain
- Grumman S2F-1 Tracker
- Grumman HU-16A Albatross
- North American P-51D Mustang
- Supermarine Spitfire LF Mk IXe
- Fiat C.R.42 Falco
- Fiat G.46
- Fiat G.55 Centauro
- Macchi M.C.200 Saetta
- Macchi M.C.202 Folgore
- Macchi M.C.205 Veltro
- Fiat G.59-4B
- Fiat G.80-3B
- Aermacchi MB.308
- Savoia-Marchetti S.M.79 Sparviero
- Savoia-Marchetti S.M.82PW Marsupiale
- CANT Z.506S Airone
- Caproni Ca.36
- Caproni Ca.100
- IMAM Ro.37bis Lince
- IMAM Ro.41
- IMAM Ro.43 Grillo
- Junkers J.I

## Organização e formações

### Comandos Maiores

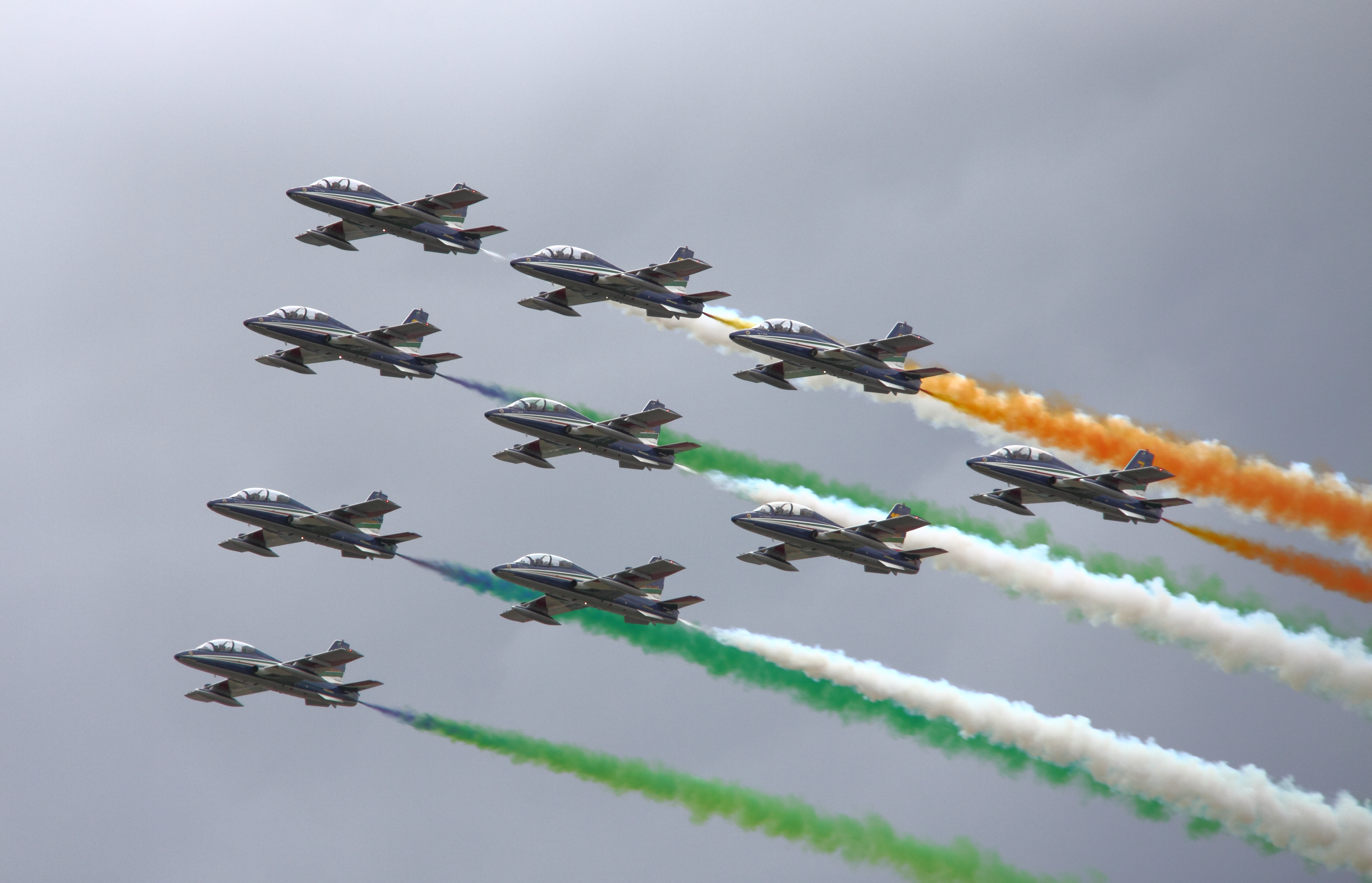
Frecce Tricolori sobre Gloucestershire durinta a Royal International Air Tattoo 2011

- Stato Maggiore Aeronautica Militare (Estado-Maior da Força Aérea) em Roma[5]
  - Comando della Squadra Aerea (Comando da Flota Aérea) em Roma.
  - Comando logistico dell'Aeronautica Militare (Comando logístico da Força Aérea) em Roma
  - Comando 1 Regione Aerea (Comando da 1º Região Aérea(Norte da Itália)) em Milão
  - Comando delle Scuole Aeronautica Militare - 3ª Regione Aerea (Comando das Escolas da Força Aérea- 3º região aérea (Sul da Itália))) em Bari

#### Comando da Flota Aérea
O Comando da Flota Aérea (Comando della Squadra Aerea ou CSA) controla todas as unidades operativas, a inteligência, capacidade de guerra eletrônica e a sede operacional da força aérea. O CSA assegura que unidade é equiapada, treinada e preparada para o combate e os controla durante as missões de combate.
- Comando da Flota Aérea em Roma
  - Comando Operazioni Aeree (Comando de Operações Aéreas) em Poggio Renatico
  - Comando delle Forze da Combattimento (Comando das Forças de Combate) em Milão
  - Comando delle Forze di Supporto e Speciali (Comando das Forças Especiais e de Suporte) em Roma
  - 9º Brigada Aérea de inteligência, vigilância, aquisição de alvos e reconhecimento-guerra eletrônica (I.S.T.A.R.-E.W.) na Base Aérea Pratica di Mare

#### Comando de Operações aéreas
O Comando Operativo delle Forze Aeree(Comando de Operações Aéreas ou COFA) conduz todas as operações da Aeronautica Militare. O COFA controla todas as instalações de radar militares da Itália e seuGruppo Riporto e Controllo Difesa Aerea coordenada o controle da defesa d espaço aeroespacial da Itália. Se necessário o COFA pode diretamente empregar e comandar todas as unidades do Comando da Flota Aérea.
- Comando Operativo Delle Forze Aeree (Comando operativo das Forças Aéreas) em Poggio Renatico
  - Centro de Operações Aéreas Italianas (ITA-AOC) em Poggio Renatico
  - Reparto Preparazione alle Operazioni (Regimento de Preparação de Operações Especiais - RPO) em Poggio Renatico
  - Centro de Controle Aéreo, Centro Reconhecido de Fotografia Aérea e Posto de Fusão de Sensoriamento (ARS) em Poggio Renatico
  - Reparto Supporto e Servizi Generali (Regimento de Suporte e Serviços Gerais) em Poggio Renatico
  - Reparto Mobile di Comando e Controllo (Regimento Móvel de Comando e Controle) na Base Aérea Bari
  - Servizio di Coordinamento e Controllo dell'AM (Serviço de Controle e Coordenação da Força Aérea- S.C.C.AM) em Ciampino (Gerenciamento de tráfego aéreo)
    - S.C.C.AM Abano Terme
    - S.C.C.AM Base AéreaLinate
    - S.C.C.AM Brindisi

  - 22º Gruppo Radar (22º Esquadrão de radar) em Licola
    - 112ª Squadriglia Radar Remota (estação de radar) em Mortara
    - 113ª Squadriglia Radar Remota (estação de radar) em  Lame di Concordia
    - 114ª Squadriglia Radar Remota (estação de radar) em  Potenza Picena
    - 115ª Squadriglia Radar Remota (estação de radar) em  Capomele
    - 121ª Squadriglia Radar Remota (estação de radar) em  Poggio Ballone
    - 123ª Squadriglia Radar Remota (estação de radar) em  Capofrasca
    - 131ª Squadriglia Radar Remota (estação de radar) em  Jacotenente
    - 132ª Squadriglia Radar Remota (estação de radar) em  Crotone
    - 133ª Squadriglia Radar Remota (estação de radar) em  San Giovanni Teatino
    - 134ª Squadriglia Radar Remota (estação de radar) em  Lampedusa
    - 135ª Squadriglia Radar Remota (estação de radar) em  Marsala
    - 136ª Squadriglia Radar Remota (estação de radar) em  Otranto
    - 137ª Squadriglia Radar Remota (estação de radar) em  Mezzogregorio

  - Delegação italiana no Centro de Análise e Simulação para Operações Aéreas (CASPOA) da OTAN em Limonest, França
  - Delegação italiana no Comando de Transporte Aéreo Europeu da OTAN em Eindhoven, Países Baixos

#### Comando de Forças de Combate
- Comando de Forças de Combate (Comando delle Forze da Combattimento) em Milão
  - Comando Aeroporto Piacenza (Comando da Base Aérea Piacenza)
  - Comando Aeroporto Aviano (Comando da Base Aérea Aviano)
  -  313º Gruppo Addestramento Acrobatico (313°Esquadrão de Treinamento Acrobático – Frecce Tricolori) operando 20 MB-339PAN na Base Aérea de Rivolto
  - Squadriglia Collegamenti Linate (Esquadrilha de Comunição Linate) na Base Aérea de Linate
  -  2º Stormo Mario d'Agostini (2º ala) na Base Aérea de Rivolto
    - Regimento de Mísseis (Reparto Missili)
      - 700º Gruppo Mobile Sistemi Missilistici (700º Esquadrão Móvel de Sistema de Mísseis) operando o sistema de defesa aéreaSpada
      - 701º Gruppo Mobile Sistemi Missilistici (701º Esquadrão Móvel de Sistema de Mísseis) operando o sistema de defesa aéreaSpada
      - Gruppo Addestramento Sistemi Missilistici (Grupo de Treinamento de Mísseis)

    - 402º Gruppo STO (402º Esquadrão de Suporte Técnico)
    - 502º Gruppo SLO (502º Esquadrão de Suporte Logístico)

  -  4º Stormo Amedeo d'Aosta (4º ala) na Base Aérea de Grosseto
    - 9º Gruppo ADX (9º Esquadrão de Caça) operando 20 Eurofighter Typhoon
    - 20º Gruppo OCU ADX (20º Esquadrão de Treinamento de Caça) operando 13 Eurofighter Typhoon (variante biposto)
    - 404º Gruppo STO (404º Esquadrão de Suporte Técnico)
    - 504º Gruppo SLO (504º Esquadrão de Suporte Logístico)
    - 904º Gruppo Efficienza Aeromobili (904º Esquadrão de Manutenção de Aeronaves)
    - 604ª Squadriglia Collegamenti (604º Esquadrilha de Comunicação e Busca e Salvamento)

  -  6º Stormo Alfredo Fusco (6º ala) na Base Aérea de Ghedi
    - 102º Gruppo OCU (102º Esquadrão de Treinamento) operando 8 Tornado IDS
    - 154º Gruppo FBX-STRIKE-RECCE (154º Esquadrão de caça-bombardeio reconhcimento & SEAD) operating 62 Tornado IDS
    - 155º Gruppo ETS (155º Esquadrão de guerra eletrônica e supressão tática) operando 5 Tornado ECR
    - 406º Gruppo STO (406º Esquadrão de Suporte Técnico)
    - 506º Gruppo SLO (506º Esquadrão de Suporte Logístico)
    - 906º Gruppo Efficienza Aeromobili (904º Esquadrão de Manutenção)
    - 606ª Squadriglia Collegamenti (606º Esquadrilha de busca e salvamento e comunicação)

  -  32º Stormo Armando Boetto (32º ala) na Base Aérea de Amendola
    - 13º Gruppo FBA (13º Esquadrão de Caça-Bombardeiro) operando 4 F-35A Lightning II
    - 28º Gruppo UAV (28º Esquadrão de Veículo Aéreo Não Tripulado) operando 6 MQ-1C Predator
    - 432º Gruppo STO (432º Esquadrão de Suporte Técnico)
    - 532º Gruppo SLO (532º Esquadrão de Suporte Logístico)
    - 932º Gruppo Efficienza Aeromobili (932º Esquadrão de Manutenção)
    - 632ª Squadriglia Collegamenti (632º Esquadrilha de busca e salvamento e comunicação)

  -  36º Stormo Riccardo Helmut Seidl (36th Wing) na Base Aérea de Gioia del Colle
    - 10º Gruppo ADX (10º Esquadrão de Caça) operando 20 18 Eurofighter Typhoon
    - 12º Gruppo ADX (12º Esquadrão de Caça) operando 20 18 Eurofighter Typhoon
    - 436º Gruppo STO (436º Esquadrão de Suporte Técnico)
    - 536º Gruppo SLO (536º Esquadrão de Suporte Logístico)
    - 936º Gruppo Efficienza Aeromobili (936º Esquadrão de Manutenção)
    - 636ª Squadriglia Collegamenti (636º Esquadrilha de busca e salvamento e comunicação)

  -  37º Stormo Cesare Toschi (37º ala) na Trapani Air Base
    - 18º Gruppo ADX (18º Esquadrão de Caça) operando 20 Eurofighter Typhoon
    - 437º Gruppo STO (437º Esquadrão de Suporte Técnico)
    - 537º Gruppo SLO (537º Esquadrão de Suporte Logístico)
    - 937º Gruppo Efficienza Aeromobili (937º Esquadrão de Manutenção)
    - 637ª Squadriglia Collegamenti (637º Esquadrilha de busca e salvamento e comunicação)

  -  51º Stormo Ferruccio Serafini (51º ala) na Base Aérea de Istrana
    - 132º Gruppo FBA/RECCE (132) operando 34 AMX e  5 AMX-T
    - 451º Gruppo STO (451º Esquadrão de Suporte Técnico)
    - 551º Gruppo SLO (551º Esquadrão de Suporte Logístico)
    - 951º Gruppo Efficienza Aeromobili (951º Esquadrão de Manutenção)
    - 651ª Squadriglia Collegamenti (651º Esquadrilha de busca e salvamento e comunicação)

#### Comando de Suporte e Forças Especiais
- Comando de Suporte e Forças Especiai (Comando delle Forze di Supporto e Speciali) e Centocelle
  - Comando Aeroporto Sigonella (Comando da Base Aérea Sigonella)
  - Comando Aeroporto Capodichino (Comando da Base Aérea  Capodichino), apoiando a Naval Support Activity Naples base da Sexta Frota dos Estados Unidos
    - 5° Gruppo Manutenzione Velivoli (5º Esquadrão de Manutenção de aeronaves)

  - Rappresentanza dell’Aeronautica Militare (Delegação aeronáutica) na Base Aérea Geilenkirchen da OTAN in Germany na ala de Sistema Aéreo de Alerta e Controle da OTAN
  -  1ª Brigata Aerea Operazioni Speciali Vezio Mezzetti (1º Brigada Aérea de Operações Especiais) na Base Aérea Cervia
    -  9º Stormo Francesco Baracca (9º Ala Aérea de Busca e Resgate de combate) na Base Aérea Grazzanise
      - 21º Gruppo (21º Esquadrão) operando helicópteros AB 212
      - Battaglione Fucilieri dell'Aria (Batalhão de Fusileiros do Ar)
      - 409º Gruppo STO (409º Esquadrão de Suporte Técnico)
      - 509º Gruppo SLO (509º Esquadrão de Suporte Logístico)
      - 609ª Squadriglia Collegamenti (609º Esquadrilha de busca e salvamento e comunicação)

    -  15º Stormo Stefano Cagna (15º Ala) na Base Aérea Cervia[6]
      - 80º Centro C/SAR (82º Centro de Busca e Resgate de combate) na Base Aérea Decimomannu operando helicópteros AgustaWestland 139A
      - 81º Centro Addestramento SAR (81º Centro de Treinamento de Busca e Resgate de combate) na Base Aérea Cervia operando helicópteros AgustaWestland 139A e AgustaWestland AW101A
      - 82º Centro C/SAR (82º Centro de Busca e Resgate de combate) at Base Aérea de  Trapani operating AgustaWestland 139A helicopters
      - 83º Gruppo C/SAR (83º Centro de Busca e Resgate de combate) na Base Aérea Cervia Air Base operando helicópteros AgustaWesland 139A
      - 84º Centro C/SAR (84º Centro de Busca e Resgate de combate) na Base Aérea de Gioia del Colle operando helicópteros AgustaWestland 139A
      - 85º Centro C/SAR (85º Centro de Busca e Resgate de combate) na Base Aérea de  Pratica di Mare operando helicópteros AW 139A
      - 387ª Squadriglia Collegamenti (387ª Esquadrilha de Comunicação), na Base Aérea de  Grazzanise, operando helicópteros AgustaWesland 101
      - 615ª Squadriglia Collegamenti (615ª Esquadrilha de Comunicação), na Base Aérea de  Cervia, operando helicópteros NH 500 NE
      - 672ª Squadriglia Collegamenti (672ª Esquadrilha de Comunicação), em Salto di Quirra, operando helicópteros AB-212
      - 415º Gruppo STO (415º Esquadrão de Suporte Técnico)
      - 515º Gruppo SLO (515º Esquadrão de Suporte Logístico)
      - 915º Gruppo Efficienza Aeromobili (915º Esquadrão de Manutenção)

    -  16º Stormo (16º Ala) na Base Aérea de  Martina Franca
      - Battaglione Fucilieri dell'Aria (Batalhão de Fusileiros do Ar)
      - Centro Canino da Força Aérea
      - 416º Gruppo STO (416º Esquadrão de Suporte Técnico)
      - 516º Gruppo SLO (516º Esquadrão de Suporte Logístico)
      - Companhia de Defesa (Compagnia Difesa)

    - 17º Stormo (17º Ala de Forlas Especiais) em Cerveteri
      - Esquadrão Operativo Inscursor (Gruppo Operativo Incursori)
      - Esquadrão de Treinamento (Gruppo Addestramento)
      - Esquadrão de Serviço de Suporte(Gruppo Servizi di Supporto)
      - Companhia de Defesa (Compagnia Difesa)

  -  46ª Brigata Aerea Silvio Angelucci (46ª Brigada Aérea) na Base Aérea de  Pisa
    - 2º Gruppo (2º Esquadrão) 11 C-130J Super Hercules
    - 50º Gruppo (50º Esquadrão) 10 C-130J-30
    - 98º Gruppo (98º Esquadrão) 12 C-27J Spartan
    - 446º Gruppo STO (446º Esquadrão de Suporte Técnico)
    - 546º Gruppo SLO (546º Esquadrão de Suporte Logístico)
    - 946º Gruppo Efficienza Aeromobili (946º Esquadrão de Manutenção)
    - Centro de Treinamento da Tripulação (Centro Addestramento Equipaggi)

  -  14º Stormo Sergio Sartoff (14º Ala) na Base Aérea de Pratica di Mare
    - 8º Gruppo I Cavalieri (8º Esquadrão) operando 4 Boeing KC-767
    - 71º Gruppo I Persei (71º Esquadrão de Guerra Eletrônica) operando G550CAEW, P180 Avanti, P.166DL3 APH
    - 914° Gruppo Efficienza Aeromobili (914º Esquadrão de Manutenção)
    - Centro Addestramento Equipaggi (Centro de Treinamento da Tripulação)

  -  31º Stormo Carmelo Raiti (31º Ala) no Aeroporto Rome Ciampino
    - 93º Gruppo (93º Esquadrão) operando 3 Airbus A319CJ, 1× Airbus A340-500 (baseados no Fiumicino), 2 Falcon 50
    - 306º Gruppo (306º Esquadrão) operando 2 Falcon 900EX, 3 Falcon 900EASy, 2 AgustaWestland VH-139A
    - 431º Gruppo STO (431º Esquadrão de Suporte Técnico)
    - 531º Gruppo SLO (531º Esquadrão de Suporte Logístico)
    - 931º Gruppo Efficienza Aeromobili (931º Esquadrão de Manutenção)
    - Centro Addestramento Equipaggi Centro de Treinamento da Tripulação)

  -  41º Stormo Athos Ammannato (41º Ala) na Base Aérea Sigonella
    - 88º Gruppo A/S (88º Esquadrão Anti submarino) operando 2 ATR 72 MP
    - 441º Gruppo STO (441º Esquadrão de Suporte Técnico)
    - 541º Gruppo SLO (541º Esquadrão de Suporte Logístico)
    - 941º Gruppo Efficienza Aeromobili (941º Esquadrão de Manutenção)
    - 641ª Squadriglia Collegamenti (641ª Esquadrilha de SAR e Comunicação)
    - Centro Addestramento Equipaggi (Centro de Treinamento da Tripulação)

##### 9º Brigada Aérea (I.S.T.A.R.-E.W.)
- 9th Intelligence, Surveillance, Target Acquisition and Reconnaissance - Electronic Warfare (I.S.T.A.R.-E.W.) Brigada Aérea na Base Aérea de Pratica di Mare
  - Comando Aeroporto di Pratica di Mare (Comando da Base Aérea de Pratica di Mare)
  - Reparto Supporto Tecnico Operativo Guerra Elettronica (Regimento de Suporte Técnico Operativo em Guerra Eletrônica) na Base Aérea de Pratica di Mare
    - Gruppo Supporto Operativo (Esquadrão de Suporte Operacional)
    - Gruppo Supporto Tecnico (Esquadrão de Suporte Técnico)

  - Reparto Addestramento Controllo Spazio Aereo (Regimento de Treinamento de Controle do Espaço Aéreo) na Base Aérea de Pratica di Mare
    - Gruppo Addestramento Operativo Traffico Aereo (Esquadrão de Treinamento de Tráfico Aéreo)
    - Gruppo Addestramento Operativo Difesa Aerea (Esquadrão de Treinamento Operativo de Defesa Aérea)
    - Gruppo Supporto Tecnico (Esquadrão de Suporte Técnico)

  - Centro Informazioni Geotopografiche Aeronautiche (Centro de Informações Geotopográficas Aeronáutico) na Base Aérea de Pratica di Mare
  - Centro Nazionale Meteorologia e Climatologia Aeronautica (Centro Nacional de Meteorologia e Climatologia) na Base Aérea de Pratica di Mare
  - Centro Operativo per la Meteorologia (Centro Meteorológico) em Roma

## Comandantes da Força Aérea Italiana
Lista de chefes de estado maior (capo di stato maggiore) da Força Aérea Italiana:
| Nome                 | Início do mandato       | Fim do mandato          |
| -------------------- | ----------------------- | ----------------------- |
| Pier Ruggero Piccio  | 1 de janeiro de 1926    | 6 de fevereiro de 1927  |
| Armando Armani       | 10 de fevereiro de 1927 | 13 de outubro de 1928   |
| Giuseppe Valle       | 22 de fevereiro de 1930 | 23 de novembro de 1933  |
| Antonio Bosio        | 23 de novembro de 1933  | 22 de março de 1934     |
| Giuseppe Valle       | 22 de março de 1934     | 10 de novembro de 1939  |
| Francesco Pricolo    | 10 de novembro de 1939  | 15 de novembro de 1941  |
| Rino Corso Fougier   | 15 de novembro de 1941  | 27 de julho de 1943     |
| Renato Sandalli      | 27 de julho de 1943     | 18 de junho de 1944     |
| Pietro Piacentini    | 19 de junho de 1944     | 13 de dezembro de 1944  |
| Mario Ajmone Cat     | 13 de dezembro de 1944  | 5 de fevereiro de 1951  |
| Aldo Urbani          | 5 de fevereiro de 1951  | 10 de novembro de 1955  |
| Ferdinando Raffaelli | 10 de novembro de 1955  | 1 de fevereiro de 1958  |
| Silvio Napoli        | 1 de fevereiro de 1958  | 1 de setembro de 1961   |
| Aldo Remondino       | 1 de setembro de 1961   | 28 de fevereiro de 1968 |
| Duilio S. Fanali     | 28 de fevereiro de 1968 | 1 de novembro de 1971   |
| Vincenzo Lucertini   | 1 de novembro de 1971   | 27 de fevereiro de 1974 |
| Dino Ciarlo          | 27 de fevereiro de 1974 | 20 de junho de 1977     |
| Alessandro Mettimano | 20 de junho de 1977     | 1 de abril de 1980      |
| Lamberto Bartolucci  | 2 de abril de 1980      | 12 de outubro de 1983   |
| Basilio Cottone      | 19 de outubro de 1983   | 17 de setembro de 1986  |
| Franco Pisano        | 18 de setembro de 1986  | 15 de abril de 1990     |
| Stelio Nardini       | 16 de abril de 1990     | 24 de março de 1993     |
| Adelchi Pillinini    | 25 de março de 1993     | 3 de junho de 1995      |
| Mario Arpino         | 4 de junho de 1995      | 5 de fevereiro de 1999  |
| Andrea Fornasiero    | 5 de fevereiro de 1999  | 5 de agosto de 2001     |
| Sandro Ferracuti     | 5 de agosto de 2001     | 4 de agosto de 2004     |
| Leonardo Tricarico   | 5 de agosto de 2004     | 19 de setembro de 2006  |
| Vincenzo Camporini   | 19 de setembro de 2006  | 30 de janeiro de 2008   |
| Daniele Tei          | 30 de janeiro de 2008   | 25 de fevereiro de 2010 |
| Giuseppe Bernardis   | 25 de fevereiro de 2010 | 25 de fevereiro de 2013 |
| Pasquale Preziosa    | 25 de fevereiro de 2013 | 30 de março de 2016     |
| Enzo Vecciarelli     | 30 de março de 2016     | 31 de outubro de 2018   |
| Alberto Rosso        | 31 de outubro de 2018   | 28 de outubro de 2021   |
| Luca Goretti         | 28 de outubro de 2021   | atualmente              |